# Spookambtenaar
Een spookambtenaar is een ambtenaar die formeel in dienst is van een overheidsinstelling en salaris krijgt betaald, maar door disfunctioneren van de werkgever langdurig niet op het werk hoeft te verschijnen. Een spookambtenaar heeft voor deze langdurige afwezigheid geen geldige reden, zoals ziekte of bijzonder verlof. Schattingen over het aantal spookambtenaren lopen uiteen van 0 tot 5 %.
Redenen voor afwezigheid kunnen bijvoorbeeld zijn een conflictsituatie, waarbij een leidinggevende verzuimt het dossier op te pakken, of een gebrekkig personeelsbeleid, waarbij er geen personeelsdossier wordt aangelegd en het lastig is om de ambtenaar te ontslaan. Angst voor ingewikkelde ontslagprocedures of hoge kosten bij ontslag kunnen ook redenen zijn voor het ontstaan van spookambtenaren. Er kan ook sprake zijn van een kosten-batenafweging, waarbij de werkgever meent dat ontslag duurder uitvalt dan doorbetalen tot de pensionering van de ambtenaar.